# Jardin de Tauride
Pour les articles homonymes, voir Tauride (homonymie).
Le jardin de Tauride (en russe : Таврический сад, Tavritcheski sad) est un parc à l'anglaise de 21,1 hectares situé dans le centre-ville de Saint-Pétersbourg. Il est bordé par la rue Kirotchnaïa, la rue Potemkine, la rue Chpalernaïa et la rue de Tauride. La station de métro la plus proche est Tchernychevskaïa.

## Historique
Le jardin a été dessiné et aménagé entre 1783 et 1800 dans le style anglais par William Gould à l'époque de la construction du palais de Tauride, d'où provient son nom. On construit à la place de la petite rivière Samoroïka un système hydrotechnique avec deux étangs reliés de cours d'eau, où l'on élevait des sterlets. Les étangs sont emplis de l'eau du canal Ligovsky creusé en 1721. Deux îlots se trouvent au milieu du grand étang et des monticules artificiels sont élevés à partir de la terre creusée des étangs.
Le jardin est ouvert au public en 1866. Entre 1930 et 1940, il se nommait « parc de culture et de repos du premier plan quinquennal », puis « parc des enfants ». Il retrouve son nom d'origine en 1985. Il souffre des inondations de 1924 et du terrible siège de Léningrad pendant la guerre. Il est réhabilité après la guerre, les travaux durent jusqu'en 1958. La seconde restauration intervient entre 1997 et 2001.
On y installe en 1962 un monument dédié aux pionniers-héros de la guerre, sculpté par Ivan Kostioukhine et Victor Novikov, selon un plan d'Alexandre Alymov et de Filipp Hepner, et en 1990 un buste de Tchaïkovsky, sculpté par Boris Plenkine sur un pilier de Felix Romanovsky et Sergueï Mikhaïlov. Une statue de marbre blanc est élevée en l'honneur du poète Essénine en 1995 (sculpteur : Albert Tcharkine).
Le jardin conserve des arbres anciens, comme des chênes, des mélèzes et des tilleuls, surtout sur les côtés. Au centre du parc, l'espace est ouvert avec une grande pelouse et des arbres plus récents, comme des chênes, tilleuls, frênes, bouleaux, etc., ainsi que des arbrisseaux à fleurs et des buissons.

## Illustrations

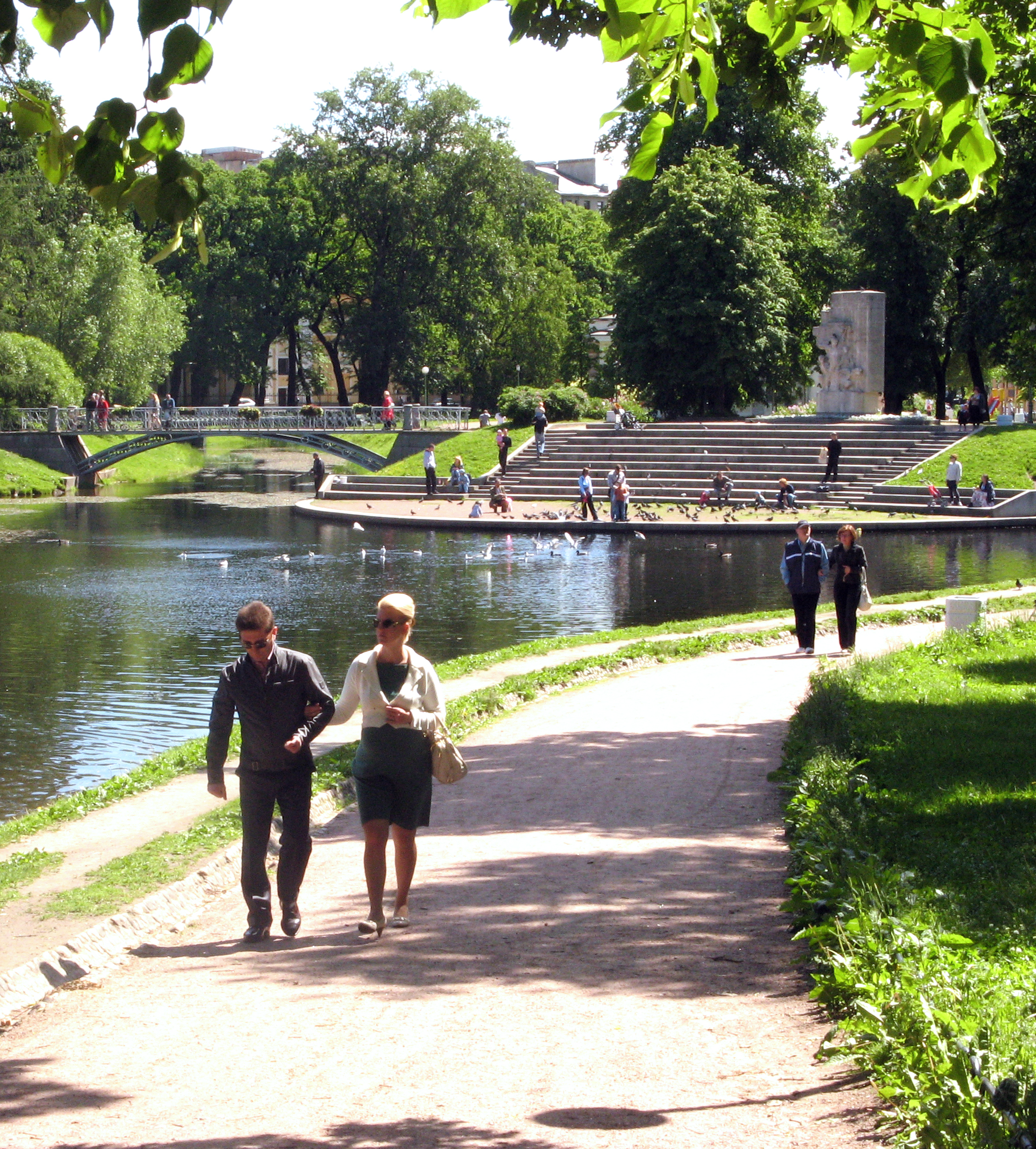
Vue de l'étang et du monument des pionniers.
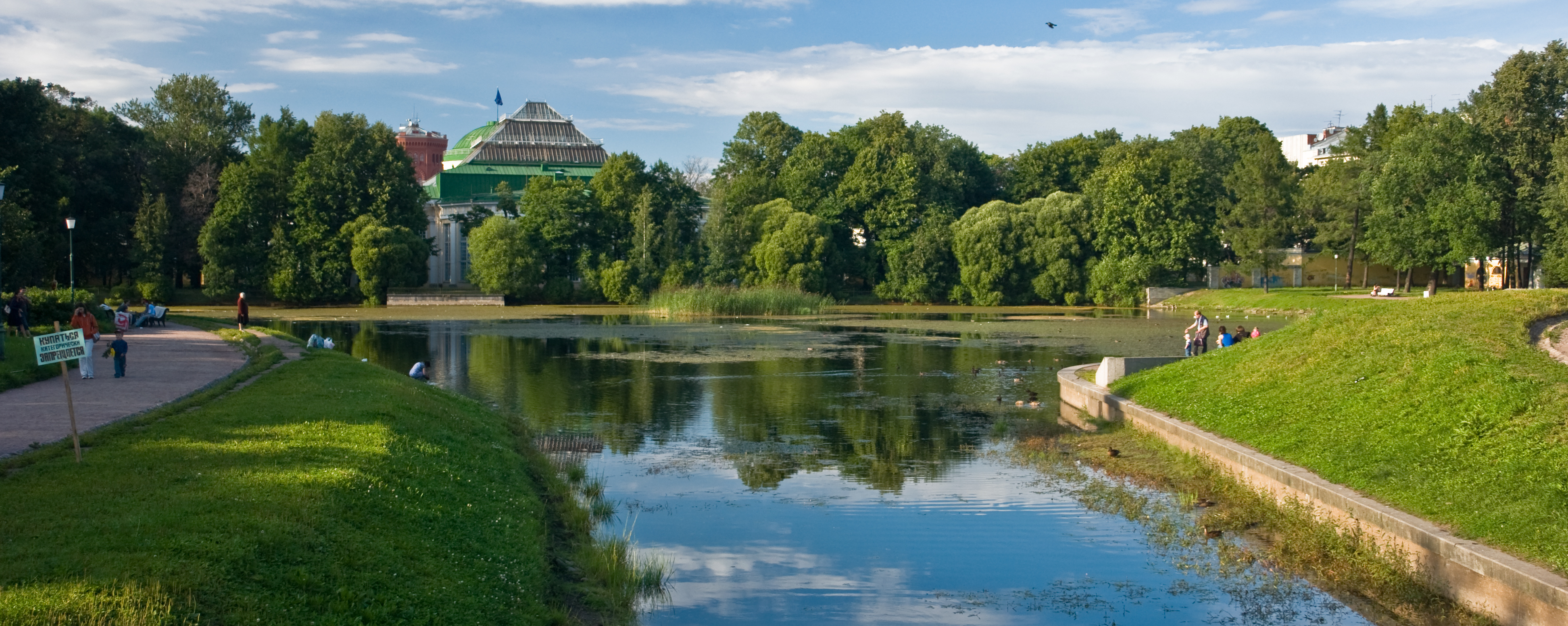
Vue de l'étang vers le palais de Tauride.
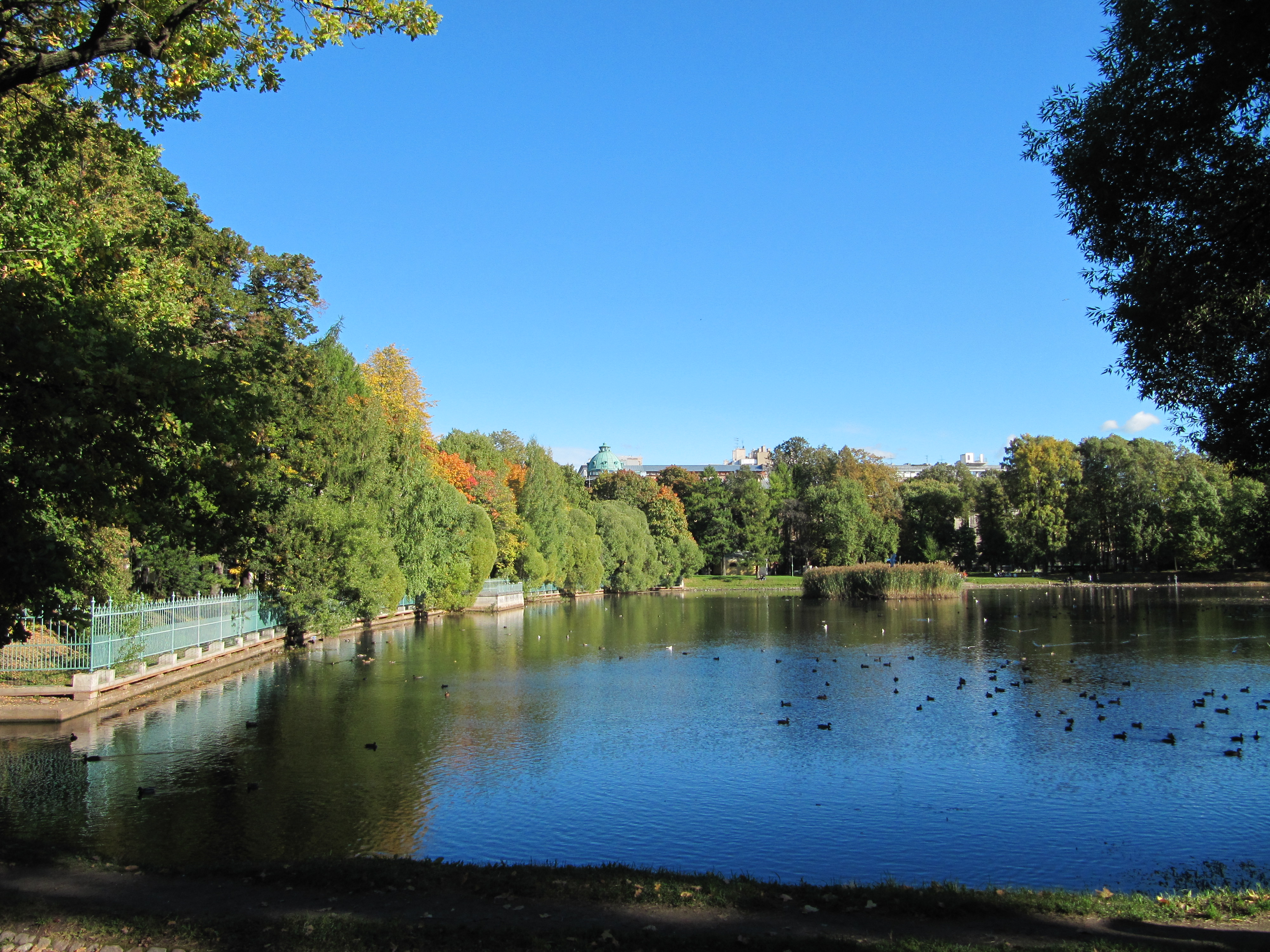
Vue de l'étang

## Source
- (ru) Cet article est partiellement ou en totalité issu de l’article de Wikipédia en russe intitulé « Таврический сад » (voir la liste des auteurs).